# 우에노 유키
우에노 유키(上野勇希, 1995년 9월 1일 ~ )는 일본의 프로레슬러이다. DDT 프로레슬링 소속으로 활동하고 있다. 같은 오사카 출신의 다케시타 고노스케의 동급생으로, 다케시타의 영향을 받아 입단을 결정했다.

## 경력
2016년 10월 17일, DNA 신주쿠 FACE 대회에서 히구치 가즈사다와의 경기로 데뷔하였다.

## 챔피언
DDT 프로레슬링
- KO-D6인 태그 왕좌 (제33대)
파트너는 우메다 고타 & 다케다 고주
- 아이언맨 헤비메탈급 왕좌 (제1398대, 제400대, 제1402대, 제1405, 제1407대)